# Паис, Давид Борисович
Давид Борисович Паис (13 сентября 1946, Днепропетровск, Украинская ССР — 26 сентября 1999, Москва) — советский футболист, нападающий, полузащитник. Мастер спорта СССР (1965).

## Карьера
Воспитанник днепропетровских ДСШ и «Днепра», в 1964 году играл за дубль «Днепра». В чемпионате СССР выступал за клубы «Трубник» Никополь (1965), «Арарат» Ереван (1965—1966), «Днепр» (1966), «Торпедо» Москва (1967—1971), «Шахтёр» Донецк (1972). В 1974 году работал тренером в «Спартаке» Семипалатинск.
Обладатель приза лучшему дебютанту сезона (1965, «Арарат»). Бронзовый призёр чемпионата СССР 1968, обладатель Кубка СССР 1968 в составе «Торпедо». Провёл 7 игр, забил один мяч в еврокубках.
Скончался в 1999 году в возрасте 53 лет.